# Васильев, Григорий Дмитриевич
Григорий Дмитриевич Васильев (11 октября 1911, Бежецкий уезд, Тверская губерния — 20 ноября 1978, Евпатория, Крымская область) — советский лётчик минно-торпедной авиации ВМФ СССР, участник Хасанских боёв и Великой Отечественной войны, Герой Советского Союза (22.02.1944). Полковник (14.01.1954).

## Биография
Родился 11 октября 1911 года в деревне Субботиха Бежецкого уезда в крестьянской семье. Из-за ранней смерти отца уже в детстве был вынужден батрачить, затем трудился на лесозаготовках.  Окончил три курса техникума.
В 1930 году добровольно пошёл на службу в Рабоче-крестьянский Красный Флот, поступил на учёбу в Военно-морское училище имени М. В. Фрунзе (Ленинград), в августе 1931 года перевёлся в Севастопольское училище береговой обороны. С третьего курса этого училища в августе 1933 года был переведён в военно-морскую авиацию и в 1934 году окончил Военно-теоретическую школу лётчиков в Ленинграде. В 1932 году он вступил в ВКП(б). В 1936 году окончил Военную школу лётчиков и лётчиков-наблюдателей морской и сухопутной авиации имени Сталина в Ейске.
Первоначально служил в ВВС Черноморского флота: с ноября 1936 года был младшим лётчиком 124-й дальнебомбардировочной авиационной эскадрильи, с апреля 1938 года — старшим лётчиком 119-го разведывательного авиаполка. В июле 1938 года переведён в состав ВВС Тихоокеанского флота в качестве командира звена 15-го отдельного авиационного отряда Тихоокеанского флота, летал на летающей лодке «МБР-2». Участвовал в боях на озере Хасан летом 1938 года. Затем стал командиром этого звена, а с августа 1941 года командовал 53-й отдельной авиационной эскадрильей ВВС ТОФ.  В начале Великой Отечественной войны он, освоив новую летающую лодку, подал рапорт о направлении его на фронт, но только в 1942 году был направлен в посёлок Безенчук Куйбышевской области, где в эвакуированном из Николаева Военно-морском авиационном училище имени Леваневского он переучился на торпедоносец «Ил-4». После окончания переподготовки остался в этом училище лётчиком-инструктором. Также в 1942 или в 1943 году окончил Курсы усовершенствования начальствующего состава ВВС ВМФ, и лишь в 1943 году добился своей отправки на фронт.
С марта 1943 года гвардии капитан Григорий Васильев — на фронте, был назначен командиром звена 3-й эскадрильи 1-го гвардейского минно-торпедного авиаполка 8-й минно-торпедной авиадивизии ВВС Балтийского флота. 23 июля 1943 года в первом своём крейсерском полёте потопил транспорт водоизмещением в 5-6 тысяч тонн. 1 августа экипаж под командованием Григория Васильева произвёл бомбардировку военно-морской базы Котка, вызвав в порту пожар, бушевавший несколько часов и видимый за много километров. В ночь с 22 на 23 августа, несмотря на сложные погодные условия, обнаружил, торпедировал и потопил танкер противника водоизмещением 6 тысяч тонн. Всего же к декабрю 1943 года совершил 46 боевых вылетов на самолёте «Ил-4» на разведку, «свободную охоту», постановку морских минных заграждений, нанесение бомбовых ударов по военно-морским базам Котка, Хельсинки, Таллин. Торпедными атаками лично потопил 4 транспорта и танкер общим водоизмещением до 23 000 тн.
Указом Президиума Верховного Совета СССР «О присвоении звания Героя Советского Союза офицерскому и сержантскому составу Военно-Морского флота» от 22 февраля 1944 года за «образцовое выполнение боевых заданий командования на фронте борьбы с немецкими захватчиками и проявленные при этом отвагу и геройство» капитану Васильеву Григорию Дмитриевичу присвоено звание Героя Советского Союза с вручением ордена Ленина и медали «Золотая Звезда» за номером 2922.
После присвоения высшей награды Родины воевал и далее в том же полку, в марте 1944 года стал командиром 3-й эскадрильи полка. В сентябре того же года был направлен на учёбу на Высшие офицерские курсы ВВС ВМФ. В январе 1945 года окончил их и вернулся в свой полк на должность помощника командира авиаполка по лётной подготовки и воздушному бою. К концу войны выполнил 55 боевых вылетов.
После окончания войны продолжил службу в ВМФ СССР в прежней должности (в декабре 1947 года она была переименована в «заместитель командира — инспектор-лётчик по технике пилотирования и воздушному бою». В апреле 1949 года был назначен командиром своего «родного» 1-го гвардейского минно-торпедного авиаполка, с ноября 1950 по декабрь 1952 года командовал 1532-м гвардейским минно-торпедным авиаполком 4-го ВМФ. Затем направлен учиться в академию. В 1955 году окончил Военно-морскую академию. С ноября 1955 года служил начальником штаба 5-го авиационного полка специального назначения ВВС Черноморского флота. В октябре 1958 года полковник Г. Д. Васильев уволен в запас.
Проживал и работал в Евпатории. Скончался 20 ноября 1978 года, похоронен на аллее Героев в Евпатории.

## Награды
- Медаль «Золотая Звезда» Героя Советского Союза (22.02.1944)
- Два ордена Ленина (22.02.1944, 30.12.1956)
- Три ордена Красного Знамени (2.09.1943, 23.09.1943, 27.12.1951)
- Орден Ушакова 2-й степени (30.08.1945)
- Орден Красной Звезды (5.11.1946)
- Медаль «За боевые заслуги» (3.11.1944)
- Медаль «За оборону Ленинграда» (вручена в 1943)
- Ряд других медалей[5]